# Ortaköy
Ortaköy (en griego: Ορτάκιοι) es una localidad del norte de Chipre que, con la evolución demográfica, se transformó a finales de la década de 1950 en un suburbio del oeste de Nicosia cuando su población comenzó a extenderse fuera de las murallas de la ciudad.
Ortaköy significa "pueblo del medio" en turco, un nombre que adquirió por su ubicación entre Trakhonas / Kizilay y Geunyeli / Gönyeli. El nombre de uso frecuente por los grecochipriotas es Minzelli.
Según los censos históricos disponibles, el lugar estuvo habitado, predominantemente, por turcochipriotas.

## Conflictor Intercomunal
Hasta 1931, Ortakeuy / Ortaköy estaba habitada predominantemente por turcochipriotas. Según el censo británico de 1891, los musulmanes constituían su única población (66 personas). Ésta se hizo menos homogénea en la década de 1930, cuando algunos grecochipriotas se trasladaron a la zona (en  1931 había 34 grecochipriotas de un total de 227 habitantes). Durante la década de 1950, también hubo habitantes británicos y armenios en el pueblo, que para entonces se había convertido en un barrio de la capital en expansión. En 1960, la población de Ortakeuy / Ortaköy fue 1248 (997 turcochipriotas, 50 grecochipriotas, 63 armenios y 117 británicos y otros).
El primer desplazamiento relacionado con el conflicto ocurrido durante los disturbios entre comunidades fue en la década de 1960, cuando los habitantes grecochipriotas y armenias de Ortakeuy / Ortaköy abandonaron el lugar, sin poder regresar. Durante el mismo período, Ortakeuy / Ortaköy se convirtió en un importante centro de recepción de refugiados turcochipriotas. Muchos desplazados turcochipriotas de los barrios y pueblos cercanos llegaron a la localidad y un gran campo de refugiados que fue erigido en la parte norte del barrio. La mayoría de estas familias desplazadas procedían de pueblos como Skylloura / Yılmazköy, Akaki / Akaça, Deneia, Agios Vasileios / Türkeli, Peristerona, Kato Lakadameia; de barrios como Tahtakale y Omeriye en la ciudad amurallada de Nicosia y desde el suburbio de Omorfita / Küçük Kaymaklı.

## Población Actual
Actualmente el Ortakeuy está ocupado, principalmente, por sus pobladores originales turcochipriotas y por desplazados que se mudaron allí entre 1964 y 1974. El desarrollo de la zona de las últimas dos décadas ha llevado muchos otros turcochipriotas no desplazados , provenientes de otras partes, que adquirieron casas y se ubicaron en el barrio. 
Ortaköy también alberga algunos ciudadanos turcos que vienen a trabajar o estudiar en Chipre. Su población aumentó de 4.180 en 1978 a 6.277 en 2006.